# Velocidad de deformación
La velocidad de deformación es una magnitud que mide el cambio de deformación respecto al tiempo. Para problemas uniaxiales es simplemente la derivada temporal de la deformación longitudinal, mientras que para problemas o situaciones tridimensionales se representa por un tensor de segundo rango.

## Caso unidimensional
Dado una barra recta o prisma mecánico que sufre deformaciones sólo a largo de su eje longitudinal la velocidad de deformación se define como la derivada temporal de la deformación uniaxial:

{\displaystyle {\dot {\varepsilon }}={\frac {d\varepsilon }{dt}}={\frac {d}{dt}}\left({\frac {dU(X,t)}{dX}}\right)={\frac {d}{dX}}\left({\frac {dU(X,t)}{dt}}\right)={\frac {d{\dot {U}}(X,t)}{dX}}}

Donde:
{\displaystyle U(X,t)\,} es el campo de desplazamiento sobre la barra o prisma.
{\displaystyle {\dot {U}}(X,t)} es el campo de velocidades de desplazamiento sobre la barra o prisma.
La fórmula anterior expresa que la velocidad de deformación coincide como el gradiente del campo de velocidades de desplazamiento.

## Caso tridimensional

### Tensor velocidad de deformación
Dado un medio continuo (sólido deformable o fluido) cuyas ecuaciones de movimiento se expresan en la forma:

{\displaystyle \mathbf {r} =\mathbf {r} (\mathbf {R} ;t)\qquad {\begin{cases}x=x(X,Y,Z;t)\\y=y(X,Y,Z;t)\\z=z(X,Y,Z;t)\end{cases}}}

El tensor gradiente espacial de la velocidad viene dado por:

{\displaystyle \mathbf {l} =\mathbf {v} \otimes {\boldsymbol {\nabla }}={\frac {\partial \mathbf {v} }{\partial \mathbf {r} }},\qquad l_{j}^{i}={\frac {\partial v^{i}}{\partial x^{j}}}}

La parte simétrica de este tensor es precisamente el tensor velocidad de deformación:

{\displaystyle \mathbf {d} ={\frac {1}{2}}\left(\mathbf {v} \otimes {\boldsymbol {\nabla }}+{\boldsymbol {\nabla }}\otimes \mathbf {v} \right),\qquad d_{j}^{i}={\frac {1}{2}}\left({\frac {\partial v^{i}}{\partial x^{j}}}+{\frac {\partial v^{j}}{\partial x^{i}}}\right)={\frac {1}{2}}\left(l_{j}^{i}+l_{i}^{j}\right)}

### Relación con el tensor deformación
La derivada temporal del tensor deformación de Green-Lagrange se relaciona con el tensor de velocidad de formación ({\displaystyle \mathbf {d} }) y el gradiente de deformación ({\displaystyle \mathbf {F} }) mediante la siguiente relación:

{\displaystyle {\dot {\mathbf {E} }}=\mathbf {F} ^{T}\mathbf {d} \ \mathbf {F} ,\qquad {\dot {E}}_{I}^{J}=\sum _{m,k}(F_{J}^{k})^{T}d_{m}^{k}F_{I}^{m}}

Para el tensor deformación de Almansi se tiene la relación:

{\displaystyle {\dot {\mathbf {e} }}=\mathbf {d} -\mathbf {l} ^{T}\mathbf {e} -\mathbf {e} \mathbf {l} ,\qquad {\dot {e}}_{i}^{j}=d_{i}^{j}-l_{i}^{m}e_{m}^{j}-e_{i}^{m}l_{m}^{j}}

#### Coordenadas curvilíneas
Cuando tanto en la configuración material {\displaystyle \{X^{1},X^{2},X^{3}\}} como en la configuración espacial {\displaystyle \{x^{1},x^{2},x^{3}\}}, se usan coordendas curvilíneas es necesario usar derivadas covariantes y el tensor métrico de ambos tipos de coordendas para calcular en tensor velocidad de deformación:

{\displaystyle {\dot {E}}_{I}^{J}=D_{I}^{J}=\left[\sum _{m,n,K}G^{JK}g_{mn}{\frac {v_{|K}^{n}F_{I}^{m}+v_{|I}^{m}F_{K}^{n}}{2}}\right]}

donde {\displaystyle v_{|A}^{a}} son las derivadas covariantes de la velocidad espacial respecto a las coordendas materiales. Cuando se emplean coordenadas euclídeas para los dos tipos de coordenadas se tiene que {\displaystyle G^{IJ}=\delta ^{IJ}} y {\displaystyle g_{ij}=\delta _{ij}} y además {\displaystyle v_{|A}^{a}=\partial v^{a}/\partial X^{A}} y entonces la expresión del tensor velocidad de deformación se reduce a los de la sección anterior.